# روابط ایران و هند

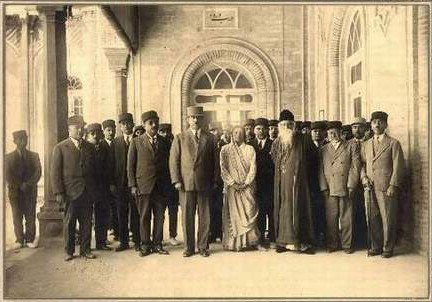
در اینجا رابیندرانات تاگور به عنوان مهمان مجلس ایران در دهه ۱۹۳۰ دیده می‌شود.

روابط ایران و هند به مجموعهٔ روابط سیاسی، اقتصادی، اجتماعی بین ایران و هند گفته می‌شود.

## پیشینه

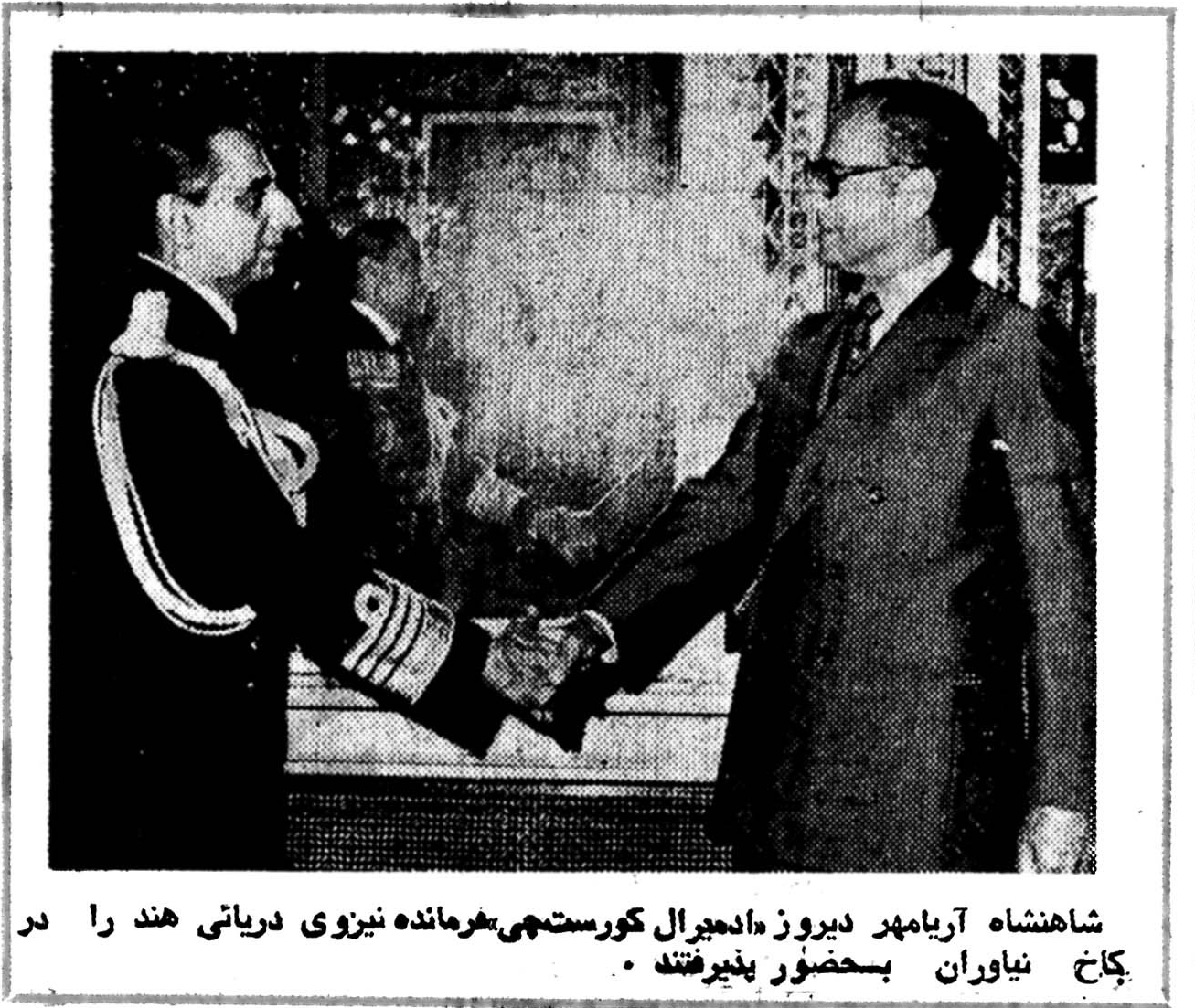
دیدار شاه با دریاسالار کورست چی

حدود ۲۵۰۰ تا ۳۰۰۰ سال قبل یک موج بزرگ مهاجرتی از شمال شرق ایران بسوی منطقه سند صورت گرفته‌است که به آن مهاجرت آریایی‌ها به هند می‌گویند. مبادلات و مهاجرتها همواره از آن دوره میان ایران و هند وجود داشته‌است در کتیبه‌های هخامنشی از هند نام برده شده و قلمروی داریوش بزرگ تا ورای تمدن سند ادامه داشته‌است. از دوره ساسانی یک سنگ نوشته میخی بر کلیسای سن طماس مدارس باقی‌مانده که تصویر آن را دکتر علی‌اصغر حکمت در صفحه ۱۱ کتاب نقش پارسی بر احجار هند آورده‌است.
جمله معروف جواهر لعل نهرو:
- " روابط بین دو کشور ایران و هند یک داستان کهنه تاریخ عالم است، بلکه می‌نماید که از این هم قدیم‌تر بشماریم. حالا باید این داستان کهن را از کلک عزم و ثبات و مداد ائتلاف بر صفحه گیتی مجدّدا بنگاریم و این باده قدیم را در محبّت جدید، از سر نو بیندازیم.

قدمت روابط فرهنگی و زبانی و مهاجرتی ایرانیان و هندی‌ها آنقدر معروف است که نیاز به توضیح ندارد. اهمیت روابط این دو فرهنگ نیز آشکار است برای مردم ایران و تاریخ و ادبیات ایران هیچ سرزمینی معروفتر و شناخته شده تر از هند نیست. هیچ کتاب تاریخی – ادبی و جغرافیایی را در فارسی نمی‌یابید که از هند سخن و مطلب نگفته باشد. بطوریکه مهم‌ترین و قدیمی‌ترین منظومه حماسی ایرانیان یعنی شاهنامه بیشتر از ۱۰۰ بار نام هند- هند و سند و مکران را در اشعار خود آورده‌است.
شاید یکی از بهترین توصیفها از نزدیکی فرهنگی دو ملت و علاقه مشترک به یکدیگر را «سوبرامانیان سوآمی» وزیر سابق هند و رئیس حزب جاناتا ارائه کرده‌است. وی پس از دیدار چند سال پیش خود از ایران می‌نویسد: «هند و ایران دارای قرنها رابطه فرهنگی و تمدنی هستند و برخوردار از مشترکات فرهنگی بسیار. ایران در گذشته از طریق زبان فارسی و نیز هنر، معماری و نظایر آن هند را تحت تأثیر خود قرار داده‌است. اما آن وجه مهمی را که در سفر اخیر خود به ایران تجربه کرده‌ام علاقه وافر مردم ایران نسبت به هند است. مردم عادی غالباً نسبت به هند اظهار دوستی می‌کنند که ریشه این احساسات به پیوندهای پاک فرهنگی و تمدنی دو کشور بازمی‌گردد و ارتباطی به سیاست خارجی ایران ندارد» (سوآمی ۱۸۳۱:۱۵). اگر از روابط دیرینه دو ملت بگذریم، روابط رسمی ایران و هند پس از استقلال هند سریعاً برقرار می‌گردد. استعمار هند توسط انگلستان، آسیبهای فراوانی بر پیوندهای فرهنگی ایران و هند بر جای نهاد. اولین جرقه‌های آغاز روابط سیاسی را باید در سال ۱۹۴۷ جستجو کرد. در آن تاریخ هیئت بلندپایه ایرانی در کنفرانس آسیایی که در دهلی نو برگزار شد، شرکت جست و علاقه‌مندی خود را نسبت به کشور تازه استقلال‌یافته هند اعلام کرد. (سوآمی ۱۸۳۱:۲۵). در ۲۴ اسفند۱۳۲۸ قرارداد دوستی و مودت بین دولت ایران و دولت تازه استقلال‌یافته هند انعقاد یافت. این عهدنامه ضمن تأکید بر اصل صلح و دوستی، روشهای صلح‌جویانه را برای رفع اختلالات بین دو کشور پیش‌بینی کرده بود. همچنین دو کشور موافقت کردند که کنسولگریهای چندی را در کشور طرف دیگر تأسیس کنند و قراردادهای لازم را در زمینه‌های بازرگانی، گمرکی، کشتیرانی، هواپیمایی، فرهنگی و استرداد مجرمین و معاضدت قضایی منعقد کنند. (گل بهروزان ۲۸۳۱:۹۰۱).
از منابع موجود، چنین برمی‌آید که نام قدیم هند، «آریا وارتا» بوده‌است که به معنی سرزمین آریاست.

### شاه اسماعیل دوم صفوی
پس از مرگ شاه تهماسب یکم، اکبرشاه هیئتی را برای عرض تسلیت و همچنین تبریک و تهنیت به مناسبت تاجگذاری شاه اسماعیل دوم همراه با هدایای نفیس به دربار قزوین می‌فرستد.
شاه اسماعیل دوم به جای اینکه رابطه سیاسی با اکبرشاه امپراتور هند برقرار کند نامه‌ای به میرزا محمد حکیم برادر او و حاکم کابل نوشت و در آن وی را پادشاه خطاب کرد و از وی خواست نمایندگان سیاسی خود را به ایران بفرستند.
رابطه اکبر شاه پادشاه هندوستان با شاه اسماعیل دوم خصمانه نبود. شاه اسماعیل دوم نامه‌ای برای میرزا محمد حکیم نابرادری اکبرشاه که بر کابل مستقلاً حکومت می‌کرد، ارسال داشت. او در آن نامه نوشت صلح و امنیت در ایران برقرار شده‌است و زائرانی که به کعبه می‌روند یا از آنجا بازمی‌گردند از هر حیث ایمن می‌باشند.
سلاطین دکن که از زمان شاه اسماعیل یکم نسبت به ایران نظر دوستانه داشتند، در زمان شاه اسماعیل دوم نیز به حفظ روابط دوستانه مبادرت ورزیدند. در ۱۸ سپتامبر ۱۵۷۷ میلادی ایلچیان نظامشاه حکمران دکن با پیشکش‌ها و هدایای گرانمایه به دربار ایران آمدند و علاقه والی را به تقویت روابط دوستانه بین دو کشور اعلام داشتند. شاه اسماعیل دوم نیز ایلچیان را پذیرفت و با اعطای خلعت فاخر به آنان اجازه بازگشت داد.

## سده بیست و بیست و یکم

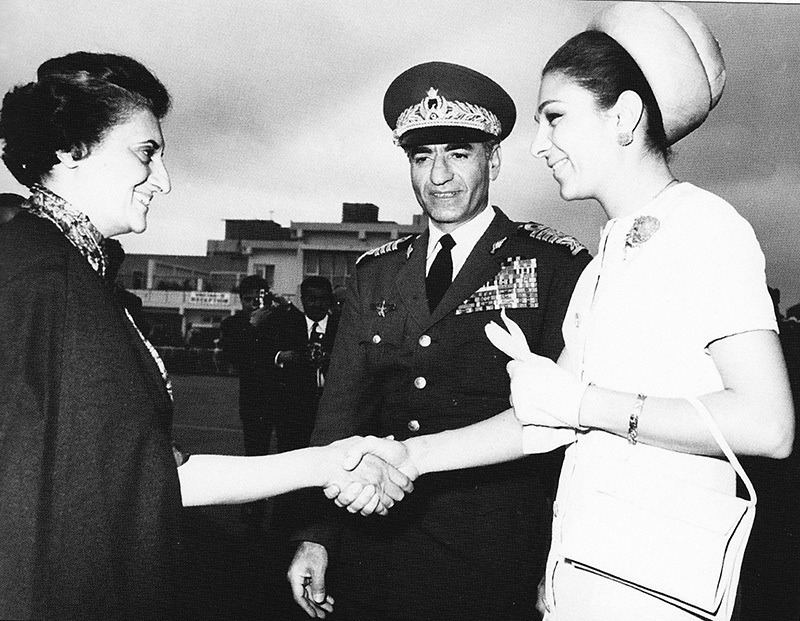
محمدرضا پهلوی و فرح در کنار ایندیرا گاندی

ایران و هند تا سال ۱۹۴۸ مرز مشترک طولانی دریایی و حوزه جغرافیایی و تاریخی مشترکی داشتند. در دوران نوین نیز ایران و هند پس از استقلال هند روابط را، برقرار و پیمان دوستی به نام «صلح و دوستی ابدی» را امضا کردند. روابط ایران و هند در زمان دودمان پهلوی بسیار مشترک و دوستانه بود.
روابط ایران و هند پس از انقلاب اسلامی با توجه به نقش متغیرهای مختلف تا پایان جنگ سرد، بهبود قابل‌توجهی را به خود ندید، اما با فروپاشی شوروی، بروز بحران افغانستان و اهمیت‌یافتن کشورهای آسیای مرکزی برای هندوستان بسترهایی برای نزدیکی بیشتر ایران و هند فراهم شد. در چند سال گذشته، سفر نارندرا مودی، نخست‌وزیر هند، به ایران در خردادماه ۱۳۹۵ (اولین دیدار نخست‌وزیر هند از ایران در ۱۵ سال گذشته) و امضای تفاهم‌نامه‌ای به ارزش ۵۰۰ میلیون دلار برای توسعه بندر «چابهار» و سرمایه‌گذاری برای احداث خط آهن، توافق سه‌جانبه ایران، هند و افغانستان برای احداث کریدور حمل‌ونقل بین‌المللی در چابهار به گسترش روابط کمک کرد. در اواخر بهمن ۱۳۹۶ حسن روحانی به هندوستان سفر کرد.
هند به ایران به مثابه قدرت بزرگ منطقه‌ای و تأثیرگذار بر تحولات منطقه‌ای و بین‌المللی نگاه می‌کند. همچنین، در گذشته بسیاری از احزاب هند از برنامه هسته‌ای ایران حمایت کرده‌اند و افکار عمومی هند نیز دید مثبتی به ایران داشته‌است. به علاوه، دو حزب مهم کنگره و بی جی پی (از احزاب اصلی) نگاه مثبتی به ایران دارند. در واقع، رهبران هندی با وجود چالش‌های یک دهه گذشته، همواره کوشیده‌اند سطحی از روابط با ایران را حفظ کنند و با درک نقش ایران، ضمن حفظ روابط با قدرت‌های بزرگ، حاضر به چشم‌پوشی از روابط خود با تهران نباشند.

## تاریخ‌ها به هجری قمری
1. ↑  ۵ رجب ۹۸۵